# La Paz (Mèxic)
La ciutat mexicana de La Paz és la capital i la ciutat més gran de l'estat de Baixa Califòrnia Sud. El 2005 el municipi de la Paz tenia una població aproximada de 219.000 habitants. La ciutat es troba entre les muntanyes de la costa i la Badia de La Paz que s'obre al golf de Califòrnia. La Paz és seu dels tres instituts de biologia marina més prestigiosos de Llatinoamèrica: UABCS, CIBNOR i CICIMAR, atès que el Golf de Califòrnia és consdierat el cos d'aigua amb major biodiversitat del món; Jacques Cousteau el va anomenar l'"aquari més gran del món". L'ecoturisme és la major atracció de la ciutat. Totes les illes properes del golf de Califòrnia han estat declarades com a Bioreserves Patrimoni de la Humanitat; d'aquestes el grup d'illes Espíritu Santo, són les més importants.